# Enough Said
"Enough Said" é uma canção da cantora norte-americana Aaliyah, com vocais adicionais do rapper canadense Drake. Originalmente gravada antes da morte da cantora em 2001, Drake finalizou a canção com o produtor Noah "40" Shebib em 2012.
"Enough Said" foi lançada pela Blackground Records através da sua conta no SoundCloud em 5 de agosto de 2012. A canção foi enviada às rádios rítmicas e urbanas em 21 de agosto, e eventualmente, alcançou a 55ª posição da parada Hot R&B/Hip-Hop Songs. "Enough Said" serviria como primeiro single do primeiro álbum de estúdio póstumo de Aaliyah que estava sendo produzido em 2012 pela Blackground, Drake e 40, no entanto, após críticas negativas por parte de amigos, fãs e, principalmente, da família direta da cantora, o álbum acabou sendo descartado.

## Composição
"Enough Said" é uma canção R&B nebulosa com uma faixa eletrônica esparsa de apoio. Ela abre com sons graves que revelam percussão hipnótica. A letra da música implora a um amante que se revele e comunique: "Eu posso perceber que está acontecendo algo com você, diga-me, você quer falar, falar sobre... Eu odeio ver você se sentir assim". Aaliyah canta o refrão "yeah yeah yeah" da canção com vocais discretos, e Drake ocasionalmente intervém com a frase "ei, o que está acontecendo" antes de fazer um rap em um único verso. A versão original da canção foi gravada por Aaliyah em 1999, com composição de Johntá Austin e Jazze Pha. Em janeiro de 2023, ao ser indagado sobre "Enough Said" através de seu Twitter, Austin confirmou que Jazze Pha foi o produtor da versão original da canção, assim como afirmou ainda possuí-la.

## Recepção da crítica
Marc Hogan da Spin chamou a música de "um retorno bem-vindo de um grande final, supervisionado com uma óbvia devoção" de Drake, que "principalmente consegue ficar fora do caminho nesta, incorporando com confiança o personagem do namorado reprimido de Aaliyah, que vem sufocando a faixa com muita reverência". Bruna Nessif do E! Online sentiu que "é difícil não sentir alguns arrepios subirem ao primeiro som da voz suave de Aaliyah, mas rapidamente, os ouvintes podem se ver levados pelo single e movendo suas cabeças com a batida suave". Nadeska Alexis, da MTV, comentou que a produção de Shebib "complementa bem os vocais de Aaliyah na faixa".

## Tabelas musicais
| Tabela musical (2012)                              | Melhor posição |
| -------------------------------------------------- | -------------- |
| Alemanha - Urban Chart (Media Control AG)          | 12             |
| Países Baixos - Urban Top 100 Chart                | 12             |
| Estados Unidos - Hot R&B/Hip-Hop Songs (Billboard) | 55             |